# Karlštejnský bioregion
Karlštejnský bioregion (1.18) je jednotkou biogeografického členění ČR, který je umístěn v jihozápadní části středních Čech a zabírá téměř celou Hořovickou pahorkatinu a jižní část Pražské plošiny. Typickou částí regionu je nejrozsáhlejší krasové území České kotliny s charakteristickou vápnomilnou biotou. Na velké části regionu je Chráněná krajinná oblast Český kras.

## Povrch
Lze říci, že povrch celého regionu je zarovnán až na menší výjimky. Údolí, které vytvořila řeka Berounka, je místy až 200 metrů hluboké a připomíná kaňony. Rovnější je povrch v severovýchodní části. V jihozápadní části byl vytvořen členitý reliéf, kde jsou místy skalnaté vrcholy. Skály jsou tvořeny vápenci. Na větší členitost reliéfu a erozi navazuje vyšší biodiverzita.

## Půdy
Na plošším reliéfu jsou kambizemě, které jsou nejčastější půdou v regionu. Na vápencích jsou rendziny a terra fusca. Na spraších jsou luvizemní hnědozemě.

## Reliéf
Typická výška bioregionu je 300–440 m n. m. V centrální části je výšková členitost 150–250 m a povrch má charakter vrchoviny. V Hořovické kotlině a na severovýchodě regionu je výšková členitost 60–120 m. Nejnižším místem regionu je koryto řeky Vltavy v Praze – Podolí s kótou cca 185 m n. m.

## Vegetace
V krasovém území jsou vegetací mozaiky teplomilných doubrav a dubohabřin, na jižních svazích jsou skalní stepi, na severních suťové lesy a vápnomilné bučiny. Dominující zde jsou 2. bukovodubový a 3. dubovobukový vegetační stupně. Flora regionu je velice rozmanitá. Bohatá je na migranty a floroelementy, na stinných skalách jsou zastoupeny i dealpinské prvky. Oblast je z velké části zalesněna. Vyskytují se zde však i nepůvodní druhy dřevin, které sem zavlekl člověk. Odlesněné území pokrývají pole.

## Fauna
Jeskyně zde jsou zimovišti netopýrů. Berounka je také poměrně bohatá na výskyt ryb. Je v ní přechod parmového a cejnového pásma. Pod přehradami na Vltavě je sekundární pstruhové pásmo a na ostatních tocích je pstruhové pásmo.

## Podnebí
Region patří dle Quitta do mírné teplé oblasti MT11 a kaňon řeky Berounky a údolí v okolí Berouna do teplé oblasti T2. Region leží ve srážkovém stínu. Podnebí regionu by se dalo charakterizovat jako teplé, suché až velmi suché. V údolích jsou teplotní inverze.